# سیستم دو گاوی

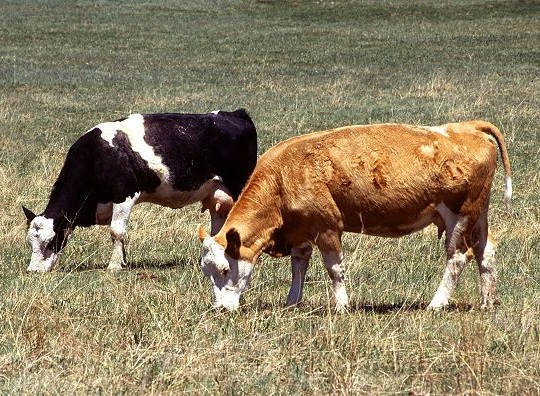
سناریوهای شامل دو گاو معمولاً به عنوان استعاره طنز در سیاست و اقتصاد استفاده می‌شوند.

"سه گاو دارید" اشاره به یک قالب طنز سیاسی است که سعی می‌کند به زبان ساده عملکرد سیستم‌های سیاسی را نشان دهد.

## تاریخچه
جوکهایی از این نوع توسط یک محقق در ایالات متحده آمریکا در اوایل سال ۱۹۴۴ مطرح شد. نمونه کلاسیک آن به صورت زیر است:
- سوسیالیسم: دو گاو دارید، یکی را نگه می‌دارید و دیگری را به همسایه خود می‌دهید.
- کمونیسم: دو گاو دارید. دولت هر دوی آن‌ها را مصادره می‌کند و به شما مقداری شیر می دهد.
- فاشیسم: دو گاو دارید. دولت آن‌ها را از شما می‌گیرد و شیرها را هم به خودتان می‌فروشد.
- سرمایه داری: دو گاو دارید، یکی را می‌فروشید و به جای آن یک گاو نر می‌خرید.
- نازیسم: دو گاو دارید، دولت به سوی شما تیراندازی می‌کند و هر دو گاو را می‌گیرد.
- نیو دیالیسم: اگر دو گاو دارید، یکی را شلیک می کنید و دیگری را می دوشید. سپس شیر را در آبکش بریزید.